# Mlask nosowy zębowy
Mlask nosowy zębowy – rodzaj dźwięku spółgłoskowego występujący w niektórych językach naturalnych. W Międzynarodowym alfabecie fonetycznym oznaczany jest symbolem ǀ̬, ŋǀ lub ᵑǀ.

## Artykulacja
W czasie artykulacji podstawowego wariantu [ŋǀ]
- modulowany jest prąd powietrza zasysanego powstały w wyniku różnicy ciśnień wytworzonej przy grzbiecie języka wzniesionym do góry, czyli artykulacja tej spółgłoski wymaga inicjacji ustnej i ingresji (por. też mlaski);
- mimo iż dochodzi do zablokowania przepływu powietrza przez tor ustny jamą ustną, podniebienie miękkie jest opuszczone i powietrze uchodzi przez nos – jest to spółgłoska nosowa;
- prąd powietrza w jamie ustnej przepływa ponad całym językiem lub przynajmniej powietrze uchodzi wzdłuż środkowej linii języka;
- przednia część języka kontaktuje się z tylną ścianą górnych siekaczy lub z dziąsłami, tworząc zwarcie. Równocześnie grzbiet język wznosi się stromo w kierunku podniebienia miękkiego i języczka tworząc całkowite drugie zwarcie. W powstałej komorze dochodzi do pojawienia się podciśnienia w wyniku „ssącego” ruchu języka do tyłu. Następuje przerwanie blokady zębowej, przy czym równocześnie powietrze jest zasysane do środka, co daje akustycznie charakterystyczny mlask;
- więzadła głosowe drgają, jest to spółgłoska dźwięczna.

## Przykłady
| Język | Język | Słowo w MAF | Znaczenie      |       |
| ----- | ----- | ----------- | -------------- | ----- |
| yeye  | yeye  | [kuŋǀamisa] | karmić piersią | [ 1 ] |